# タッコチ
タッコチ(朝鮮語: 닭꼬치、Dak-kkochi)は、鶏肉の小片とタマネギを串に刺して焼いた朝鮮の屋台料理である。
鶏肉は、コチの最も人気のある食材である。他にソーセージやかまぼこ、タッカルビと呼ばれるショートリブを用いる場合もある。

## 用語
朝鮮語で、タッは鶏肉、コチは串に刺した料理または料理に使われる串そのものを意味する。